# Suave (Kiss Me)
Suave (Kiss Me) e un singolo della cantautrice Nayer con lo svedese-congolese cantautore Mohombi e con il rapper Pitbull. Il singolo, pubblicato il 2 agosto 2011 dalla Mr. 305 e 2101 Records (Universal Music) e prodotto da RedOne, interpola elementi di "Suavemente", una canzone del 1998 di Elvis Crespo. Suave è stato pubblicato dopo l'incredibile successo di Give Me Everything, un singolo di Pitbull, dove Nayer ha partecipato insieme con Ne-Yo.

## Il video
Il video musicale ufficiale è stato caricato sul canale ufficiale di Pitbull su YouTube il 25 ottobre 2011. Nel video sono presenti Nayer in abito nero e in alcuni tratti bianco, Mohombi con un cappello nero, e Pitbull con il completo di giacca e cravatta bianchi. Il video è stato girato principalmente in una spiaggia. Nella parte finale del video sono presenti scene girate in una grotta, con Nayer che balla con Mohombi, mentre Pitbull rimane nella spiaggia danzando con una ragazza. Il video dispone anche di alcune scene in bianco e nero.

## Tracce
- Digital download[3]

1. "Suave (Kiss Me)" (feat. Mohombi & Pitbull) – 3:42

## Classifiche
| Classifica (2011) | Posizione massima |
| ----------------- | ----------------- |
| Canada            | 34                |
| Francia           | 49                |
| Slovacchia        | 19                |

## Pubblicazione
| Paese       | Data          | Formato          | Etichetta             |
| ----------- | ------------- | ---------------- | --------------------- |
| Stati Uniti | 2 agosto 2011 | Digital download | Mr. 305, 2101 Records |
| Regno Unito | 2 agosto 2011 | Digital download | Mr. 305, 2101 Records |